# Tobias Krick
Tobias Krick (Bingen am Rhein, 22 ottobre 1998) è un pallavolista tedesco, centrale dello Charlottenburg.

## Carriera

### Club
Cresciuto alcune formazioni giovanili locali tedesche, nel 2013 entra nell'Internat Frankfurt con cui prende parte a due edizioni della 2. Bundesliga prima di fare il proprio esordio in massima serie nella stagione 2015-16 quando viene ingaggiato dal Rüsselsheim, dove resta per un quinquennio.
Nell'annata 2020-21 si trasferisce quindi in Italia per disputare la Superlega con la Top Volley Latina; dopo un biennio nel club laziale accetta la proposta del Modena dove esordisce nella stagione 2022-23, con cui si aggiudica la Coppa CEV.
Fa quindi ritorno in patria nella stagione 2023-24, accasandosi nello Charlottenburg, con cui vince scudetto, Coppa di Germania e Coppa di Lega. Nell'annata successiva bissa il successo in Coppa di Lega.

### Nazionale
Dopo aver vestito la maglia della nazionale tedesca under 19 nel 2015 e di quella under 20 l'anno successivo, a partire dal 2017 viene convocato in nazionale maggiore, con cui conquista la medaglia d'argento al campionato europeo 2017.

## Palmarès

### Club
- Campionato tedesco: 1

2023-24
- Coppa di Germania: 1

2023-24
- Coppa di Lega: 2

2023, 2024
- Coppa CEV: 1

2022-23